# Elig-Mfomo
Elig-Mfomo es una comuna camerunesa perteneciente al departamento de Lekié de la región del Centro.
En 2005 tiene 16 161 habitantes, de los que 996 viven en la capital comunal homónima.
Se ubica unos 40 km al noroeste de la capital nacional Yaundé.

## Localidades
Comprende, además de Elig-Mfomo, las siguientes localidades:
- Akak
- Bikogo
- Bodo
- Elig Onana
- Elot Kos
- Endama I
- Endama II
- Enobita
- Kokodo I
- Kokodo II
- Komo-Essélé
- Lekié
- Lekoukoua
- Mbanedouma I
- Mbanedouma II
- Mebomo
- Niga
- Nkengue
- Nkol Bikok
- Nkol Mba
- Nkol Obang I
- Nkol Obang II
- Nkol Ossan
- Okok-Essélé